# Melignomon eisentrauti
Melignomon eisentrauti là một loài chim trong họ Indicatoridae.
Loài chim này được tìm thấy ở Cameroon, Guinea, Liberia, Sierra Leone, Bờ Biển Ngà, Ghana và Nigeria.
Môi trường sống tự nhiên của loài chim này là vùng đất thấp các khu rừng nhiệt đới hoặc cận nhiệt đới. Loài này bị đe dọa do mất môi trường sống trong rừng.

## Mô tả
Là một loài chim nhỏ bé, có chiều dài khoảng 18 cm. Chim trống và chim mái có bộ lông giống nhau nhưng chim mái nhỏ hơn một chút so với chim trống. Phần đầu và phần trên có màu xanh ô liu, phần lưng khá vàng hơn phần đầu. Lông bay của cánh và hai lông trung tâm của đuôi có màu nâu đen, là cơ sở của bốn cặp lông bên ngoài, phần còn lại có màu trắng, có đầu màu tối. Cằm, cổ họng, ức và phía trước bụng có màu xám nhạt, trong khi bụng sau và lông đuôi có màu trắng tinh khiết. Mỏ có màu vàng, vòng quỹ đạo màu vàng lục và tròng mắt màu nâu. Chân và bàn chân có màu vàng. The voice is a sequence of about a dozen clear notes, each rising in pitch, the whole series gradually slowing and descending.